# Union Carbide
Union Carbide Corporation (Union Carbide) es una de las empresas más antiguas de productos químicos y polímeros de Estados Unidos; en la actualidad emplea a más de 3800 personas.Se hizo  conocida por un gravísimo accidente industrial (el desastre de Bhopal), que tuvo lugar en su planta de Bhopal (India) en 1984.Se estima que entre 60.000 y 80.000 personas murieron por la asifixia producida por el isocianato de metilo durante la primera semana tras el escape tóxico y al menos otras 12.000 fallecieron posteriormente como consecuencia directa de la catástrofe, que afectó a más de 600.000 personas, 150.000 de las cuales sufrieron graves secuelas, superando en número a la catástrofe de Chernobil. Además, perecieron también miles de cabezas de ganado y animales domésticos y todo el entorno del lugar del accidente quedó seriamente contaminado por sustancias tóxicas y metales pesados que tardarán muchos años en desaparecer. La planta química fue abandonada tras el accidente y Union Carbide no respondió por los daños causados. Union Carbide fue declarado responsable de la catástrofe, pero ha negado su responsabilidad.
El 6 de febrero de 2001, Union Carbide se convirtió en una filial de la empresa Dow Chemical Company tras la finalización de su acuerdo y la apertura del Hospital Memorial de Bhopal y Centro de Investigación, poniendo fin a un capítulo en la India en el mismo año.
Vende la mayoría de los productos que fabrica a Dow Chemical.  Es un antiguo componente del Índice Industrial Dow Jones.
En 1920, sus investigadores desarrollaron una forma más económica de hacer etileno a partir de gas natural, líquidos, como el etano y el propano, estableciendo los cimientos de lo que es la industria petroquímica moderna. Hoy en día, Union Carbide posee algunos de los procesos más avanzados de la industria y las tecnologías de catalizador, y opera algunas de las más grandes unidades de producción en el mundo. Antes de despojarse de ellos, el gigante de los productos químicos se hizo propiedad de los productos de consumo como baterías Eveready y Energizer, bolsas y envolturas Glad, cera para autos Simoniz y anticongelante Prestone. La empresa cedió otras empresas antes de ser adquirida por Dow incluyendo los productos químicos electrónicos, productos intermedios de poliuretano, los gases industriales y productos de carbono.  
Union Carbide produce principalmente productos químicos y polímeros que se someten a una o más transformaciones por los clientes antes de llegar al consumidor. Algunos de estos materiales son mercancías de gran volumen, mientras que otros son productos especiales para satisfacer las necesidades de nichos de mercado más pequeño. Los usos finales que sirven incluyen pinturas, envases, alambres y cables, productos para el hogar, cuidado personal, productos farmacéuticos, automoción, textiles, agricultura, petróleo y gas.

## La minería de amianto y fibras de la marca «Calidria»
A principios de la década de 1960, Union Carbide Corporation comenzó a extraer un afloramiento recién identificado de fibras de crisotilo de amianto, cerca de King City y New Idria, California. Estas fibras se vendieron bajo la marca «Calidria», una combinación de «Cal» e «Idria», y se vendieron en grandes cantidades para una amplia variedad de propósitos, incluyendo la adición en compuestos para juntas o productos accesorios para paneles de yeso. Union Carbide vendió la mina a sus empleados bajo el nombre de KCAC («King City Asbestos Mine») en la década de 1980, pero sólo funcionó durante unos pocos años más.[cita requerida]

## Desastre de Bhopal
El desastre de Bhopal fue un desastre industrial que tuvo lugar en una planta de pesticidas de Union Carbide en la ciudad india de Bhopal (capital del estado de Madhya Pradesh). En la medianoche del 3 de diciembre de 1984, la planta liberó gas isocianato de metilo (ICM) por accidente, dejando a más de 500.000 personas expuestas al ICM y otros productos químicos. La primera cifra de muertes inmediatas fue de 2259 personas. El gobierno de Madhya Pradesh confirmó que esa noche murieron 3787 personas relacionadas directamente con la liberación del gas.
En las 72 horas posteriores al siniestro murieron otras 8000 a 10 000 personas. A causa de enfermedades relacionadas con el gas murieron otras 25 000 personas. Unas 40 000 personas más quedaron permanentemente discapacitadas, mutiladas o afectadas por numerosas enfermedades graves. En total quedaron expuestas 521 000 personas.
Union Carbide siempre negó su responsabilidad y no respondió por los daños causados. El 7 de junio de 2010, el tribunal indio que juzgaba este desastre condenó a ocho directivos de la empresa a dos años de prisión y a abonar medio millón de rupias (unos 10 600 dólares estadounidenses).

## El desastre del túnel de Hawks Nest
El desastre del túnel de Hawks Nest en Virginia Occidental tuvo lugar entre 1927 y 1932 en la construcción de un túnel dirigida por Union Carbide. Durante su construcción se encontró un yacimiento del mineral sílice y se encargó a los trabajadores su extracción para uso en electroprocesamiento del acero. Los trabajadores no recibieron máscaras ni otros equipos de respiración para esta tarea. Debido a la exposición al polvo de sílice, muchos trabajadores desarrollaron silicosis, una enfermedad pulmonar debilitante. Una lápida recordatoria situada en el lugar, le atribuye 109 muertes a la silicosis. En cambio, una audiencia del Congreso situó esta cifra de muertes en 476.